# Trofeo Laigueglia 2012
Il Trofeo Laigueglia 2012, quarantanovesima edizione della corsa ciclistica e valida come evento dell'UCI Europe Tour 2011 categoria 1.1, fu disputata il 18 febbraio 2012, su un percorso di 196 km. Fu vinta dal neoprofessionista Moreno Moser, al traguardo con il tempo di 4h58'15" alla media di 39,530 km/h.

## Squadre partecipanti
| N.      | Cod. | Squadra                      |
| ------- | ---- | ---------------------------- |
| 1-8     | LIQ  | Liquigas-Cannondale          |
| 11-18   | LAM  | Lampre-ISD                   |
| 21-28   | ALM  | AG2R La Mondiale             |
| 31-38   | SAX  | Team Saxo Bank               |
| 41-48   | AST  | Astana Pro Team              |
| 51-58   | OPQ  | Omega Pharma-Quickstep       |
| 61-68   | KAT  | Katusha Team                 |
| 71-78   | FDJ  | FDJ-BigMat                   |
| 81-88   | EUC  | Team Europcar                |
| 91-98   | ASA  | Acqua & Sapone               |
| 101-108 | AND  | Androni Giocattoli-Venezuela |
| 111-118 | FAR  | Farnese Vini-Selle Italia    |
| 121-128 | COL  | Colombia-Coldeportes         |

| N.      | Cod. | Squadra                  |
| ------- | ---- | ------------------------ |
| 131-138 | COG  | Colnago-CSF Inox         |
| 141-148 | UNA  | Utensilnord-Named        |
| 151-158 | LAN  | Landbouwkrediet-Euphny   |
| 161-168 | IDE  | Team Idea                |
| 171-178 | TIR  | Tirol Cycling Team       |
| 181-188 | HUN  | Ungheria                 |
| 191-198 | ADR  | Adria Mobil              |
| 201-208 | LET  | Leopard-Trek Continental |
| 211-217 | PPO  | Team Nippo               |
| 221-228 | MKT  | Meridiana-Kamen Team     |
| 231-238 | ARH  | Atlas Personal-Jakroo    |
| 241-246 | AMO  | Amore & Vita             |

## Ordine d'arrivo (Top 10)
| Pos. | Corridore            | Squadra     | Tempo    |
| ---- | -------------------- | ----------- | -------- |
| 1    | Moreno Moser         | Liquigas    | 4h58'15" |
| 2    | Miguel Ángel Rubiano | Androni G.  | s.t.     |
| 3    | Matteo Montaguti     | AG2R La M.  | s.t.     |
| 4    | Gianluca Brambilla   | Colnago     | s.t.     |
| 5    | Francesco Gavazzi    | Astana      | s.t.     |
| 6    | Marco Frapporti      | Team Idea   | s.t.     |
| 7    | Enrico Gasparotto    | Astana      | s.t.     |
| 8    | Edoardo Girardi      | Utensilnord | s.t.     |
| 9    | Francesco Reda       | Acqua & S.  | s.t.     |
| 10   | Daniele Pietropolli  | Lampre-ISD  | s.t.     |